# The Call of the Wild (1935)
The Call of the Wild is een Amerikaanse avonturenfilm uit 1935, met Clark Gable, Loretta Young en Jack Oakie in de hoofdrollen. De film is gebaseerd op het gelijknamige boek van Jack London uit 1903 over de goudkoorts van Klondike "waar mannen als beesten vochten voor goud en romantiek". De regisseur was William A. Wellman. De Nederlandse titel was De roep van de wildernis.

## Synopsis
Tijdens de Klondike Gold Rush koopt reiziger Jack Thornton een hond om de weg naar de schat te leiden, maar heroverweegt zijn reis wanneer hij de in de steek gelaten Claire Blake vindt.

## Rolverdeling
| Acteur            | Personage         |
| ----------------- | ----------------- |
| Clark Gable       | Jack Thornton     |
| Loretta Young     | Claire Blake      |
| Jack Oakie        | "Shorty" Hoolihan |
| Reginald Owen     | Mr. Smith         |
| Frank Conroy      | John Blake        |
| Katherine DeMille | Marie             |
| Sidney Toler      | Joe Groggins      |
| James Burke       | Ole               |
| Charles Stevens   | Francois          |
| Lalo Encinas      | Kali              |
| Thomas E. Jackson | "Tex" Rickard     |
| Russ Powell       | Barman            |
| Herman Bing       | Sam               |
| George McQuarrie  | Mounty            |
| Buck              | zichzelf          |

## Locatie
De buitenopnamen van de film gebeurden in Mount Baker National Forest in de Amerikaanse staat Washington.

## Varia
Dit was de laatste film die de productiemaatschappij 20th Century Films uitbracht voordat ze fusioneerde met Fox Film Corporation tot 20th Century Fox.
Tijdens de opnamen hadden de 34-jarige gehuwde Clark Gable en de 22-jarige ongehuwde Loretta Young een kortstondige affaire. Young werd zwanger maar om hun carrières te beschermen besloten beiden om dit geheim te houden. Young verbleef  tijdens haar zwangerschap in Europa en gaf haar dochter Judy na de geboorte over aan een weeshuis. Een tweetal jaren later kwam het kind terug naar haar moeder, die verklaarde dat ze het had geadopteerd. Young trouwde in 1940 met Thomas Lewis en Judy Lewis groeide op in het geloof dat Loretta niet haar biologische moeder was. Pas toen ze 31 was kreeg ze de waarheid te horen. Judy Lewis werd zelf actrice, die vooral in televisieseries optrad, onder meer in General Hospital.

## Andere verfilmingen
Het was niet de eerste noch de laatste maal dat het boek van Jack London als basis diende voor een film: in 1908 maakte D. W. Griffith een korte stomme film met dezelfde titel en in 1972 maakte Ken Annakin een langspeelfilm met Charlton Heston in de hoofdrol. Peter Svatek maakte in 1997 The Call of the Wild: Dog of the Yukon met Rutger Hauer in de hoofdrol en in 2009 verscheen Call of the Wild 3D van Richard Gabai, waarin het verhaal naar de hedendaagse tijd wordt geplaatst.